# Соловьёв, Владимир Николаевич (следователь)
Влади́мир Никола́евич Соловьёв (род. 27 февраля 1950, Ессентуки, Ставропольский край) — старший следователь-криминалист главного управления криминалистики (Криминалистического центра) Следственного комитета Российской Федерации. Расследователь обстоятельств убийства царской семьи в 1991—2015 годах.

## Биография

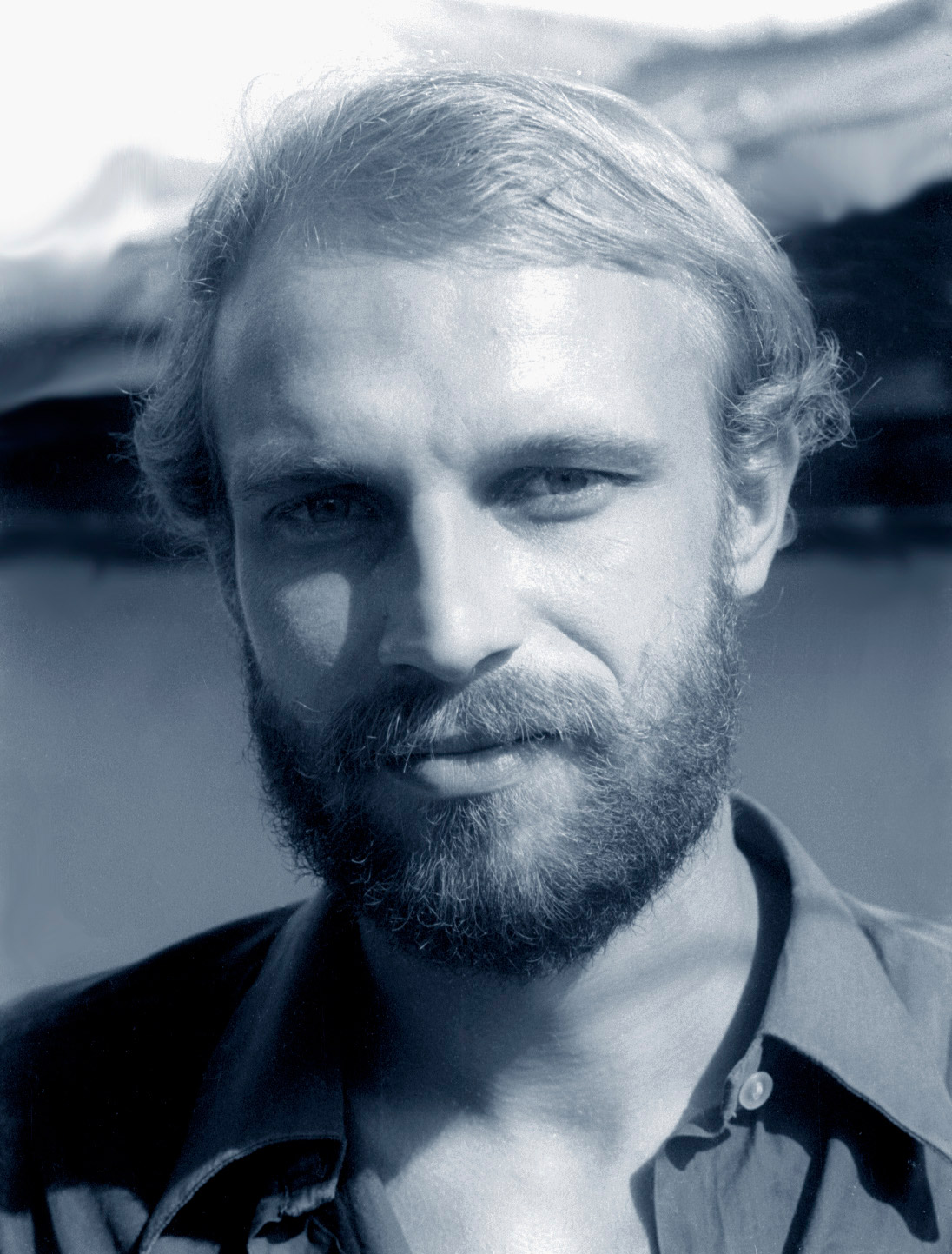
лето 1976 года

Родился 27 февраля 1950 года в городе Ессентуки Ставропольского края. После окончания школы — работа на химическом заводе, служба в рядах Вооружённых сил. Окончил Юридический факультет МГУ (1976). С 1990 года (с перерывом в 2007—2009 годах) — прокурор-криминалист Главного управлении криминалистики Прокуратуры РСФСР, старший следователь-криминалист Следственном комитете РФ. С 2007 по 2009 год — старший следователь по особо важным делам. В КПСС не состоял.
Участвовал в расследовании покушения Фанни Каплан на Ленина, убийства священника Александра Меня (1990), дела ГКЧП (1991), убийства журналиста газеты «Московский комсомолец» Дмитрия Холодова (1994), убийства генерала Льва Рохлина (1998), в расследовании террористических актов в Москве и на Кавказе, авиационных катастроф, серийных сексуальных убийств, преступлений маньяков (в том числе битцевского маньяка и Чикатило). Работал расследовании причин больших пожаров в Москве, Самарском ГУВД, домах для престарелых в Тульской области и Республике Коми, в ночном клубе «Хромая лошадь» в Перми.
Самое известное дело В. Н. Соловьёва — расследование убийства Николая II, членов его семьи и их слуг, материалы которого он курировал с 1991 года.

## Расследование убийства царской семьи (уголовное дело 1993—1998 годов)
Уголовное дело об убийстве членов императорского дома на Урале и в Петрограде велось в 1993—1998 годах. В рамках следствия судебно-медицинская экспертиза, назначенная В. Н. Соловьёвым, проводилась в трёх основных направлениях:
- Компьютерное фотосовмещение.
- Реконструкция внешности убитых по их черепам.
- Генная экспертиза[5].

## Расследование убийства двух членов царской семьи (дело 2007—2015 годов)
В июле 2007 года возле старой Коптяковской дороги в окрестностях Екатеринбурга были найдены останки мальчика и девушки: предположительно — цесаревича Алексея Николаевича и великой княжны Марии Николаевны. Было возбуждено соответствующее уголовное дело, расследовать которое был назначен В. Н. Соловьёв.
В рамках следствия были проведены следующие экспертизы:
- Судебно-медицинские
- Генетические
- Антропологические[6].

## Полемика о выводах В. Н. Соловьёва

### Материалы Круглых столов
- «Останки или святые мощи?» Материалы Круглого стола. Сайт «Русская народная линия», 08.03.2008

### Критика выводов
- Статья Алексеева Вениамина «Фальшивые ноты следователя В. Соловьёва» на сайте «Русской народной линии», 14.08.2017

## Интервью
- Интервью со следователем В. Н. Соловьёвым: «В опознании останков царских детей помогает икона царевича». // Комсомольская правда-Иркутск, 07.09.2007
- «Правда»: «Ленин в расстреле царской семьи не виновен! Сенсационное интервью старшего следователя по особо важным делам ГСУ СК при Прокуратуре Российской Федерации В. Н. Соловьёва» на официальном сайте КПРФ, 6.06.2009
- Интервью со следователем В. Н. Соловьёвым: «Противостояние вокруг царя: Ленин не причастен к расстрелу царской семьи. В годовщину екатеринбургских событий 1918 года восстанавливается историческая правда». Публикация на официальном сайте КП РФ, 17.07.2013
- Интервью Татьяны Батенёвой с Владимиром Соловьёвым: «Для следствия больше нет тайн. Зачем ученые проводят новую экспертизу останков царской семьи» // Российская газета. 2015. № 6802 (231). Федеральный выпуск. 13.10.2015
- Интервью Российской газете на официальном сайте СК РФ, 14.10.2015
- «Покушение на Ленина»: Интервью политического обозревателя газеты «Правда» Виктора Кожемякова с В. Н. Соловьёвым: материал сайта "http://leninism.su», 6.02.2016
- Камакин Андрей. Следователь Соловьёв раскрыл причины своего отстранения от «царского дела» // Московский комсомолец, 5.03.2020